# 克佩特山脈林地和森林草原
克佩特山脈林地和森林草原（英語：Kopet Dag woodlands and forest steppe）生態區域 (WWF ID：PA1008) 與克佩特山脈同屬一處，這個區域橫向經過土庫曼的南部邊界，以及伊朗的東北部邊界。當地生物多樣性豐富，它包括不同海拔環境（從300公尺（980英尺）的半沙漠丘陵，到超過2,800公尺（9,200英尺）的岩石高山），以及不同的植物棲地，包含杜松林地山坡、山地草原、和河濱濕地灌木叢。

## 地理位置和描述
這個生態區域始於裏海以東約100公里的克佩特山脈西部山麓。從西北往東南延伸達650公里，土庫曼和伊朗的邊界幾乎全部位於主要的中央山脊，最終抵達阿富汗邊界。生態區域只有約100公里寬。一座較小的克佩特山脈半沙漠生態區域環繞住這個林地和森林草原生態區域西部的三分之一，這個生態區域北部的其餘部分則鄰接中亞南部沙漠生態區域，而波斯中部沙漠盆地生態區域則位於它的南邊。

## 氣候
當地氣候是寒冷沙漠氣候（柯本氣候分類中的BWk型）。這種氣候在夏季具有炎熱沙漠特性，但與炎熱的沙漠相比，較為涼爽。冬天寒冷乾燥。至少有一個月的平均溫度低於攝氏零度 (華氏32度)。年降水量通常為300毫米。

## 動植物
由於這個地區四面被沙漠以及半沙漠所環繞，動植物群演化相對孤立，有許多特有物種。有多達18%的開花植物可能是當地物種；一個資料來源指出當地有332種當地植物物種。當地有不同的泉水和溪流讓草原生長茂密。當地有稱為“shivelyak”的典型林地類型，特色是佈滿土庫曼楓樹 (Acer tucomanicum)，這是種2-3公尺高的矮樹，適應乾燥氣候，能夠在野火或其他自然事件後再生。其他耐旱的植物（旱生植物）有山楂（Crataegus）和濱棗
（耶路撒冷棘樹）。

## 保護區
生態區域內的重要保護區有：
- 坦杜雷國家公園，位於伊朗克佩特山脈中央的一段，擁有深谷，以及陡峭的杜松林地斜坡。
- 柯培達格自然保護區（英语：Köpetdag Nature Reserve），位於土庫曼克佩特山脈中央，分成四個獨立區域。[7]
- 松德-哈薩達格自然保護區（英语：Sünt-Hasardag Nature Reserve），位於山脈西部邊緣。